# 파워에이전트 세븐
《파워에이전트 세븐》(Power Agent 7)은 대한민국의 스튜디오 게일이 제작한 25분 분량의 단편 애니메이션으로 2009년 11월 5일에 KBS 1TV에서 방송되었다. 친환경 기술을 탑재한 에이전트 세븐이 자동차 행성을 구하는 내용을 다루었으며, 말미에는 신재생 에너지의 종류와 그 중요성을 설명한 장면이 등장한다.

## 방송 시간
| 방송 채널 | 방송일          | 방송 시간                       |
| --------- | --------------- | ------------------------------- |
| KBS 1TV   | 2009년 11월 5일 | 목요일 오후 4시 10분 ~ 4시 40분 |
| KBS 2TV   | 2010년 4월 16일 | 금요일 오후 4시 30분 ~ 5시      |

## 성우진
- 김서영 : 에이전트 세븐, 미스 아카시아, 꼬마자동차 역
- 김환진 : 에이전트 1호, 해설 역
- 최예진, 박형진, 서명진 : 가녹음

## 제작진
- 기획 : 신창환, 유경탁
- 총감독 : 안종혁, 송낙원
- 프로젝트 매니저 : 김지인
- 공동 연구 : 이한구, 김형석
- 감독 : 김민성
- 프로듀서 : 신창환, 박인식, 박은애
- 시나리오 : 김민성, 박은애
- 스토리 보드 : 최현명
- 스토리 릴 편집 : 박은애
- 아트디렉터 : 최상현
- 캐릭터 · 배경 디자인 : 최상현, 김현정
- 매트페이팅 · 2차원 원화 : 손병준
- 모델링 팀장 : 이승연
- 모델링 · 매핑 : 유정수, 이승재, 장정욱, 전요한, 이재우, 김태형, 박영세, 강아름
- 애니메이션 팀장 : 길기홍
- 애니메이터 : 유재현, 정광현, 박상현, 최성규, 이상봉, 손병준, 권순환, 이미영, 강성훈, 안지민
- 테크니컬 디렉터 : 김석동
- 애니메이션 세팅 : 최지원
- 라이팅 팀장 : 이민규
- 라이팅 · 렌더링 : 강태욱, 우희석, 서명진
- 편집 : 김민성, 길기홍
- 합성 : 이민규, 강태욱, 조윤영
- 3차원 이펙트 팀장 : 강병준
- 3차원 이펙트 : 홍성수
- 2차원 이펙트 팀장 : 정희목
- 2차원 이펙트 : 강정아, 신형식
- 음악 : 민트컨디션, 고여송, 김연정
- 음향 효과 · 믹싱 : 갤러그 사운드 웍스, 임정윤
- 믹싱 엔지니어 : 민트컨디션, 황순욱
- 녹음 연출 : 신창환
- 컴퓨터 그래픽 : 신정원
- 제작 편집 : 김영호
- 출력 : 서울 애니메이션 센터, 전대현, 함종민
- 협력 : 아이코닉스 엔터테인먼트, 최종일, 정미경, 김원정, 임영식, 서현수, 이우진, 김지영
- 제작 지원 : 서울특별시 산학연 연구 사업, 건국대학교 디지털 컨텐츠 사업단
- 제작 : 스튜디오 게일

## 줄거리
평화로웠던 자동차 행성의 풍부했던 에너지 자원이 무분별한 낭비로 고갈되면서 대체 에너지를 가진 자들의 횡포가 나날이 심각해지고 있다. 이에 연방 정부는 최신 대체 에너지를 탑재한 에이전트들을 파견하기에 이른다. 하지만, 임무 수행 중이던 에이전트들이 하나둘씩 사라진다.
| KBS 1TV 목요일 애니메이션                      | KBS 1TV 목요일 애니메이션                                                | KBS 1TV 목요일 애니메이션                                                      |
| 이전 작품                                      | 작품명                                                                   | 다음 작품                                                                      |
| ---------------------------------------------- | ------------------------------------------------------------------------ | ------------------------------------------------------------------------------ |
| 삼국쥐 전 (2008년 9월 18일 ~ 2009년 10월 29일) | 파워에이전트 세븐 (2009년 11월 5일 ~ 2009년 11월 5일) - 단편 애니메이션. | 쿵푸 공룡 수호대 (2009년 11월 12일 ~ 2010년 5월 6일) - 24화부터 토요일로 이동. |